# 花火の夜
「花火の夜」（はなびのよる）は、2002年8月7日に発売された槇原敬之の26枚目のシングル。発売元はワーナーミュージック・ジャパン。

## 概要
『本日ハ晴天ナリ』の2枚目の先行シングル。
カップリングは1994年発売シングル『2つの願い」収録「TWO MOONS」ニューバージョン。初回プレス盤は特殊ジャケット仕様、オリジナルグッズの応募券封入。

## 収録曲
作詞・作曲・編曲：槇原敬之
1. 花火の夜
2. TWO MOONS（go home version）
3. 花火の夜（BACKING TRACK）